# Richard Broxton Onians
Richard Broxton Onians (Liverpool, 11 gennaio 1899 – 21 maggio 1986) è stato un filologo inglese, professore di filologia classica.

## Vita e opere
Dopo aver combattuto nella prima guerra mondiale si dedicò allo studio degli autori classici presso l'Università di Liverpool dove si laureò con lode nel 1922. Ottenne una borsa di studio che gli permise di lavorare come ricercatore nel Trinity College di Cambridge. Nel 1936 fu professore di latino nella Università di Londra fino al suo pensionamento nel 1966.
In occasione della sua morte comparve un necrologio sul Times che così descrive la sua opera maggiore Le origini del pensiero europeo: «Anche se il libro, che copre un vasto campo, non sempre convince, è stato uno dei più importanti del suo tempo nel campo degli studi classici e rimane uno strumento prezioso.»
L'opera della sua vita Le origini del pensiero europeo. Intorno al corpo, la mente, l'anima, il mondo, il tempo e il destino fu pubblicata solo nel 1951, quasi 30 anni dopo l'inizio delle sue ricerche, occupati a integrarla. Un'edizione ampliata uscì nel 1954. Scritta in uno stile accessibile anche ai non specialisti della materia, l'opera di Onians, sulla base di un'indagine fondata sull'esame accurato dei testi antichi, in specie di quelli omerici, espone la sua tesi fondamentale che sostiene che nel pensiero greco arcaico si collegasse il pensare a organi di senso.

## Edizione italiana
- Le origini del pensiero europeo. Intorno al corpo, la mente, l'anima, il mondo, il tempo, il destino, traduzione di P. Zaninoni, a cura di L. Perilli, Collana Il ramo d'oro, Milano, Adelphi, 1998, ISBN 978-88-459-1409-6; Collana Gli Adelphi, 2006, ISBN 978-88-459-2110-0.